# Харалд Хардрада
Харалд Хардради, което означава Харалд Суровия, (на норвежки: Harald Hardråde) е крал на Норвегия от 1046 до 1066 (до 1047 съвместно с племенника си Магнус I). 
Управлението му се свързва с продължителни и неуспешни опити за завладяване на Дания. Убит е при опита си за нашествие в Англия.
Основател на днешната столица на Норвегия Осло.

## Биография
Роден е през 1015. Той е син на Сигурд Сир, норвежки конунг от потеклото на първия норвежки крал Харал Прекраснокосия. Майка му е Аста Гудбрандсдатер, след като овдовява, се омъжва повторно за него, а по-рано е омъжена за Харалд Гренландеца, от когото ражда Свети Олаф II.
Още като дете Харалд се отличава с войнствен нрав. 
През 1030 г. на 15-годишна възраст участва в битката при Стикластадир срещу Кнут Велики, в която Олаф II загива, а той е ранен и става нужда да се укрие, а после - и да напусне Норвегия. Извън границите на страната Хардрада събира военен отряд и се прехвърля в Киевска Рус на служба при княз Ярослав I, а след няколко години по-късно Харалд и хората му заминават за Константинопол, където са наети от императора. На византийска служба той се отличава в няколко военни кампании, в които ръководи относително самостоятелно викингски подразделения. Те участват във войната с арабите на остров Сицилия. Във войната срещу цар Петър Делян, в която Византия повторно успява да установи господството си над България в 1041 г., след потушаването на въстанието му, норманите имат решаващ принос в ключовата Островска битка. Преспа, столицата на Първото българско царство по времето на Самуиловата династия е съсипана от норманите, командвани от Харалд Хардроде, който поради това е описан в една сага като „разорител на българите“.
В началото на 40-те години на 11 в. Харалд се завръща в Киев, където взема за жена принцеса Елисавета Ярославна. През 1045 Харалд Хардради се завръща в Норвегия със значителни богатства и военни сили и племенникът му Магнус I е принуден да го признае за съвладетел. Харалд посвещава следващите 16 години на опити да подчини Дания, отстранявайки от трона Свенд II. През 1047, по време на битка с датчаните, крал Магнус I е убит и Харалд Хардради става самостоятелен владетел на Норвегия (наричан затова и Харалд III). Сблъсъците с Дания са прекратени едва през 1062, когато Харалд и Свенд взаимно се признават за крале на двете държави.
През 1066 Харалд предявява претенции към трона на Англия.С помощта на Тостиг, графа на Нортумбрия, дебаркира в североизточната част на страната. След първоначалния успех в битката при Фулфърд, норвежките войски са разгромени от английския крал Харолд Годуинсън в битката при Стамфорд Бридж, в която Харалд и Тостиг загиват, но отклонявайки вниманието и изтощавайки силите на англичаните все пак предопределят завземането на земята им от норманите, водени от Вилхелм Завоевателя, който надделява в битката при Хейстингс.
Харалд III е наследен от синовете си Магнус II Харалдсон и Олаф III Хюре.

## Семейство
През 1043/1044 г. Харалд се жени за киевската княгиня Елисавета Ярославна, от която има две дъщери:
- Ингегерд Харалдсдатер, омъжена за датския крал Олаф I (починал 1095 г.), а впоследствие за шведския крал Филип Халстенсон;
- Мария Харалдсдатер (починала 1066 г.)

От наложницата си Тора Торбергсдоттер Харалд има двама синове, които стават крале на Норвегия:
- Магнус II Харалдсон, крал на Норвегия от 1066 до 1069 г.
- Олаф Хюре, крал на Норвегия от 1066 до 1093 г.